# Lunca (gmina Băița)
Lunca – wieś w Rumunii, w okręgu Hunedoara, w gminie Băița. W 2011 roku liczyła 310 mieszkańców.